# Unveiled (película)
Unveiled (titulada: Sombra de sospechas en Argentina y Misterio en Marrakech en España) es una película estadounidense de acción, drama y suspenso de 1994, dirigida por William Cole, escrita por Jérôme Cohen-Olivar, Michael Diamond y Roger Kumble, musicalizada por Christopher Tyng, en la fotografía estuvo Ross Berryman y los protagonistas son Lisa Zane, Nick Chinlund y Whip Hubley, entre otros. El filme fue producido por Olivar Entertainment y PolyGram Filmed Entertainment; se estrenó el 3 de agosto de 1994.

## Sinopsis
Una mujer de Estados Unidos se pone ella misma como carnada para colaborar con un agente de la CIA, quieren capturar a un supuesto homicida en serie en Marruecos.